# Arquivos de Marburg
Os Arquivos de Marburg, também conhecidos como Arquivos de Windsor ou Arquivos do Duque de Windsor, são uma série de documentos ultrassecretos descobertos na Alemanha em maio de 1945 perto das Montanhas Harz e compilados no Castelo de Marburg, Hesse.

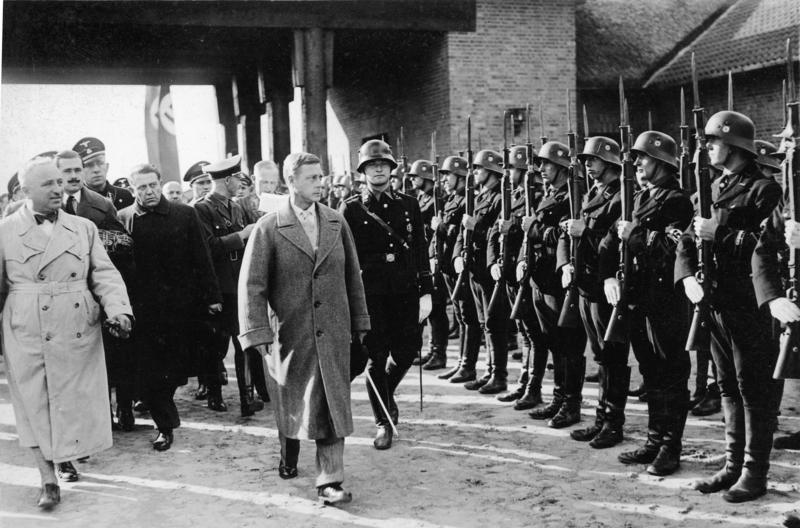
Eduardo passando em revista frente à guardas da SS com Robert Ley

## Descoberta
Tropas americanas que viajavam pelos arredores de Degenershausen encontraram um grande número de veículos militares alemães abandonados ou destruídos espalhados pelas estradas secundárias, alguns contendo diversos arquivos do governo nazista. O primeiro-tenente David Silberberg inicialmente descobriu documentos assinados pelo ministro das Relações Exteriores da Alemanha nazista, Joachim von Ribbentrop, e retornou a Degenershausen para analisar mais a fundo o contexto de suas descobertas. Após ser informado sobre a localização da Casa Meisdorf e do Castelo de Marburg, ele escoltou oficiais de inteligência até os locais, onde vários itens adicionais foram encontrados. Durante esse período, as tropas americanas prenderam um soldado alemão chamado Karl von Loesch, assistente do tradutor pessoal de Hitler, Paul-Otto Schmidt, quando ele se retirava de Treffurt, perto de Eisenach. Schmidt o instruiu a destruir todos os documentos ultrassecretos que ele havia colocado nos arquivos. Von Loesch destruiu a maioria, mas decidiu privadamente manter alguns e enterrou-os no terreno perto dos arredores de Marburg. Posteriormente, ele foi, por acaso, apresentado ao Tenente-Coronel RC Thomson, chefe da equipe de documentos britânicos, e se ofereceu para liderar a equipe de Thomson até o local da correspondência enterrada em troca de imunidade de acusação.
Cerca de 400 toneladas de material foram exumados pelos militares dos Estados Unidos e transportadas para o Castelo de Marburg para revisão. Após a inspeção, pelo menos 60 documentos pareciam conter correspondência entre o Duque de Windsor e o alto comando nazista alemão. Diplomatas americanos examinaram o conteúdo antes de repassar uma mistura de rascunhos originais e réplicas ao governo britânico. O primeiro-ministro do Reino Unido , Winston Churchill, discutiu os arquivos com o rei George VI, que insistiu que os arquivos fossem suprimidos e nunca divulgados ao público. A coleção inteira foi enviada para o Reino Unido em 1948 e alojada em Whaddon Hall, Buckinghamshire.

## Conteúdo
Os documentos e a correspondência descobertos teriam detalhado ainda mais uma conspiração dos nazistas, intitulada Operação Willi e orquestrada em 1940, para persuadir o Duque de Windsor a se juntar oficialmente aos nazistas e transferi-lo para a Alemanha, numa tentativa de levar o Reino Unido às negociações de paz. Propôs convencer o duque de uma conspiração fictícia do rei George VI e do primeiro-ministro Winston Churchill para assassiná-lo em sua chegada ás Bahamas, e conspirar com ele para encenar um sequestro na esperança de chantagear a monarquia e o Reino Unido para que se rendessem. Os documentos também são acusados de revelar um plano para restabelecer o duque como rei e reconhecer sua esposa, Wallis Simpson, como rainha, em troca da livre circulação das forças nazistas pela Europa.
Documentos considerados os mais contundentes para a família real britânica estavam entre suas comunicações finais com os nazistas antes de sua partida para as Bahamas, nas quais foi alegado que o duque encorajou ataques de bombardeio implacáveis no Reino Unido em uma tentativa de forçar o governo britânico a iniciar negociações de paz. Não se acredita que haja qualquer tipo de evidência de que o duque aceitou quaisquer termos oferecidos pelos nazistas em uma tentativa de cooperar com a Operação Willi, com historiadores afirmando que ele ficou inicialmente mais impressionado com o incentivo que recebeu do governo britânico para se tornar governador das Bahamas, mas alguns documentos supostamente confirmam que ele simpatizava com a ideologia nazista.

## Liberação
Margaret Lambert, Maurice Baumont e Paul Sweet foram os historiadores e editores britânicos, franceses e americanos envolvidos no exame conjunto dos documentos a partir de 1946. Um pequeno lote foi lançado em 1954, antes que todo o volume fosse forçado a ser publicado em 1957, com mais arquivos lançados em 1996 no Public Record Office em Kew. A divulgação dos arquivos teria causado considerável aborrecimento ao duque.

## Na cultura popular
Os Arquivos de Marburg são o assunto principal e o foco do episódio "Vergangenheit " ("Passado") da série de televisão The Crown da Netflix, que retrata a análise inicial dos documentos pela Rainha Elizabeth II. A diretora do episódio, Philippa Lowthorpe, afirmou que réplicas de arquivos genuínos foram usadas durante as filmagens. Apesar de confirmar que a Rainha Elizabeth condenou o Duque, o historiador Hugo Vickers sugeriu que o episódio implica falsamente que o Duque foi banido da família real após a divulgação dos Arquivos de Marburg. Ele manteve contato com sua família e as aparições públicas continuaram.